# Lorens Cronsioe

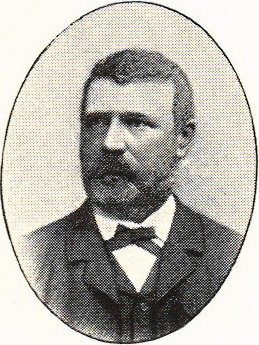
Lorens Cronsioe.

Lorens (Lorents) Cronsioe, född 23 maj 1838 i Falsterbo församling, Malmöhus län, död 18 juli 1914 i Malmö Sankt Petri församling, Malmö, var en svensk ämbetsman. Han var son till borgmästaren Severin Cronsioe och far till rådmannen Severin Cronsioe. 
Cronsioe blev student vid Lunds universitet 1855, avlade juridisk examen 1859 och blev vice häradshövding 1865. Han var borgmästare i Skanör med Falsterbo 1872–1875 som efterträdare till fadern, blev andre länsnotarie i Malmö 1876, polisnotarie där samma år, stadsnotarie 1879 och var rådman 1881–1909.